# Aloe Blacc
Aloe Blacc (født Egbert Nathaniel Dawkins III; 7. januar 1979 i Orange County) er en amerikansk Hip Hop-rapper og sanger. Aloe Blacc er tilknyttet pladeselskabet, Stones Throw Records i Californien.
Han blev verdensberømt med singlen:"The Man" fra 2013. Det blev hans mest sælgende værk, som solgte 2,5 millioner eksemplarer i USA.

## Diskografi

### Album
- Shine Through (2006)
- Good Things (2010)
- Lift Your Spirit (2013)

### Singler
- "I Need A Dollar" (2010)
- "Loving You Is Killing Me" (2011)
- "Green Lights" (2011)
- "The Man" (2013)
- "Hello World" (2014)
- "Brooklyn in the Summer" (2018)

Som gæstesanger
- "Where Does the Time Go?" (2012) (The Bamboos feat. Aloe Blacc)
- "Time to Go" (2012) (Wax Tailor feat. Aloe Blacc)
- "More Than Material" (2012) (Roseaux feat. Aloe Blacc)
- "Wake Me Up" (2013) (Avicii feat. Aloe Blacc)
- "Liar Liar" (2013) (Avicii)
- "Verge" (2015) (Owl City feat. Aloe Blacc)
- "Candyman" (2016) (Zedd feat. Aloe Blacc)
- "SOS" (2019) (Avicii feat. Aloe Blacc)
- "Truth Never Lies" (2019) (Lost Frequencies feat. Aloe Blacc)
- "Never Be Alone" (2019) (David Guetta & Morten feat. Aloe Blacc)